# راشیا
راشیا (به عربی: راشیا) شهری در استان بقاع کشور لبنان است که در سرشماری سال ۲۰۰۵ میلادی، ۱۱۲۸۸ نفر جمعیت داشته است.

## جستارهای وابسته

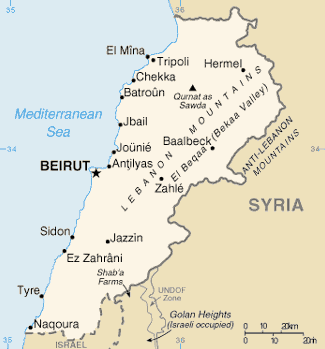
نقشهٔ لبنان